# Topolino sosia di Re Sorcio
Topolino sosia di Re Sorcio (The Monarch of Medioka) è un arco narrativo a fumetti a strisce giornaliere prodotto dalla Walt Disney e realizzato da Floyd Gottfredson (soggetto e disegni), Ted Osborne (sceneggiatura), Al Taliaferro e Ted Thwaites (ripasso a china), pubblicato giornalmente sui quotidiani statunitensi dal 9 agosto 1937 al 5 febbraio 1938.
La storia, coprendo un periodo di oltre sei mesi, è - fra quelle a strisce - la più lunga mai pubblicata sui quotidiani statunitensi. La trama è ispirata al film Il prigioniero di Zenda (1937).

## Storia editoriale
In Italia è stato pubblicato per la prima volta sui numeri dal 289 al 326 del settimanale Topolino, tra il 7 luglio 1938 e il 23 marzo 1939, con il titolo Topolino sosia di re Sorcio.

## Trama
Topolino, di ritorno dall'Africa (dove si era recato nell'avventura Topolino e il gorilla Spettro del 1937), viene contattato dal Conte Micragna e il Duca Dè Pulcibus, le più alte cariche dello staterello mitteleuropeo di Gran Tassonia (Medioka), le quali gli propongono di sostituirsi temporaneamente al loro monarca, re Sorcio (King Michael XIV), di cui è un sosia perfetto eccetto per l'accento germanico che contraddistingue il re, allo scopo di risollevare le disastrose risorse economiche dello stato, mandato in rovina dal viziatissimo sovrano. Il vero re accetta di farsi sostituire per prendersi una sorta di vacanza dandosi alla bella vita in un altro paese europeo. Inoltre, Topolino deve fare i conti con le insidie del subdolo Duca Serpieri, che complotta contro Re Sorcio per subentrare a lui nel regno, con il prossimo matrimonio previsto con la principessa Filina, che non sa nulla della sostituzione, e infine con una legge particolarmente spietata che commina la pena di morte a chiunque sieda sul trono di Gran Tassonia senza essere il re.
I saggi provvedimenti presi da Topolino (che si guadagna i favori del popolo dimezzando le tasse, e contemporaneamente riducendo fortemente le spese di corte) sembrano dare qualche risultato, ma la situazione si complica ulteriormente quando la stampa scandalistica di tutto il mondo pubblica una foto di re Sorcio in incognito che fa baldoria in una capitale europea. Minni pensa naturalmente che si tratti del suo fidanzato, e parte immediatamente per l'Europa per avere delle spiegazioni; ma anche Serpieri, credendo che lo sconosciuto sia un sosia del re, trama di rapirlo per sostituirlo al suo nemico. Minni riesce a rintracciare quello che crede il suo fidanzato, il quale naturalmente non la riconosce, ma poco dopo giungono anche gli emissari di Serpieri, che rapiscono il presunto sosia e lo portano in Gran Tassonia presso la residenza del duca. Minni, che ha seguito le tracce dei rapitori, finisce per riuscire a parlare con il prigioniero, che le spiega la situazione. Quando Michele spiega a Serpieri di essere il vero re, il duca ricatta Topolino, prospettando di rivelare pubblicamente che è un impostore e quindi passibile di condanna a morte, a meno che lui, continuando a fingersi re, non abdichi a favore dello stesso Serpieri.
Nel frattempo Minni riesce a giungere a Tartufaia e a incontrare Topolino, che perdona dopo aver finalmente capito come stanno le cose.  I due tentano uno stratagemma, travestendosi da contadini e recandosi al palazzo di Serpieri su un carro di fieno: mentre Minni trattiene il duca con vari pretesti, Topolino riesce a far fuggire il re da una finestra e a farlo montare sul carro, nascondendolo sotto il fieno e poi dandosi alla fuga insieme a Minni. Il duca non tarda a capire di essere stato turlupinato e insegue i fuggitivi, che affronta in aperta campagna minacciando tutti di morte: ma la polizia di Gran Tassonia, che aveva seguito di nascosto l'operazione condotta da Topolino, dopo aver udito le parole del duca ha abbastanza elementi per accusarlo di lesa maestà e alto tradimento.
Reso inoffensivo il nemico, tutto sembra risolversi per il meglio: Michele pare aver capito di aver abusato in passato del suo potere e può avviarsi a sposare Filina e a diventare un sovrano migliore. Resta il fatto che Topolino ha usurpato il trono, e, sia pure per un buon motivo, dovrebbe essere condannato a morte. Nessuno sembra poter far nulla, finché il conte Micragna non rivela di aver sostituito il vero trono con un'imitazione per tutto il tempo in cui Topolino si è finto re: non avendo quindi occupato di fatto il trono, Topolino viene sciolto da qualsiasi accusa. Topolino e Minni si congedano dai loro nuovi amici europei e si prendono alcuni giorni di vacanza prima di tornare a Topolinia.

## Remake e sequel
- L'avventura presenta un remake, Topolino in Gran Tassonia (The Monarch of Medioka), disegnato da  Bill Wright e pubblicato in sei puntate sui numeri 117-118-119-120-121-122 del comic book Walt Disney's Comics and Stories tra giugno e novembre 1950. In Italia la storia è stata pubblicata per la prima volta sui numeri dal 23 al 28 di Topolino, pubblicati tra gennaio e giugno 1951[1].
- La storia di Gottfredson vanta anche due sequel realizzati in Italia: Topolino e il ritorno di Re Sorcio del 1984, scritta da Luigi Mignacco e disegnata da Alberico Motta e Lino Gorlero (nella quale Re Sorcio si reca a Topolinia per fare visita a Topolino) e Topolino in: un ruolo pericoloso, scritta da Giorgio Ferrari e disegnata da Raffaele Della Monica, che viene pubblicata in due puntate nel 1987 sui numeri 1645 e 1646 di Topolino.

## Censure
Quando venne pubblicata in Jugoslavia, nel 1937, la storia subì pesanti censure, poiché la situazione descritta in essa, era simile a quella che il Paese allora viveva: il potere era nominalmente nelle mani del re, il giovane Pietro II, ma praticamente chi governava era il principe Paolo, cugino di Alessandro I, padre di Pietro.